# Dinastia Ngô
La Dinastia Ngô (en vietnamita: nhà Ngô) va ser una dinastia d'emperadors que va governar el Vietnam (aleshores anomenat Tĩnh Hải quân) del 939 al 967.
El primer emperador de la nissaga va ser Ngô Quyền, que va aprofitar la situació de feblesa política de la Xina a principi del segle x (període conegut com el de les "Cinc dinasties i Deu regnes") per proclamar la independència del Vietnam després d'onze segles d'ocupació gairebé ininterrompuda dels xinesos. Tot i que la dinastia no es va mantenir gaire temps al tron, Vietnam va continuar independent durant més de més de quatre segles i mig.

## Ascens al tron
Ngô Quyền (897–944) era el gendre i un dels generals principals de Dương Đình Nghệ, el líder de l'oposició a l'ocupació xinesa a principis del segle x. Quan l'any 931 Dương Đình Nghệ va ser assassinat, Ngô Quyền va passar a ser el cap visible de la revolta.
El primer que va ser va ser venjar la mort del seu sogre i mentor matant en batalla al seu assassí: un general vietnamita que pretenia guanyar el favor dels xinesos. Quan l'any 938 l'emperador xinès va enviar una flota per sufocar la revolta, Ngô Quyền els va derrotar a la decisiva batalla naval al riu Bạch Đằng.

## Emperadors
- Ngô Vương (939–944): Ngô Quyền va ser proclamat emperador i va prendre el nom de "Ngô Vương" (吳王, Rei Ngô). Només va regnar cinc anys, morint d'una malaltia als 47 anys.
- Dương Tam Kha (944–950): Abans de morir, Ngô Quyền va expressar el seu desig que el succeís el seu fill Ngô Xương Ngập amb el seu cunyat Dương Tam Kha actuant de regent. Però Dương Tam Kha no va seguir els seus desitjos i va proclamar-se ell com a emperador, prenent el nom de "Binh Vương" (平王, rei de pacificació). Tot i que Dương Tam Khaem el va nomenar hereu, Ngô Xương Ngập va fugir tement per la seva vida, i l'emperador va passar a declarar hereu al germà petit: Ngô Xương Văn. El regnat de Dương Tam Kha va ser impopular i diverses revoltes es van succeir al país.
- Ngô Xương Văn i Ngô Xương Ngập (950-954): L'any 950 Dương Tam Kha va posar un exèrcit a les mans de Ngô Xương Văn per sufocar una revoltar, però Ngô Xương Văn el va fer servir per deposar Dương Tam Kha i esdevenir emperador, fent-se anomenar "Nam Tấn Vương" (南晉王). Les seves primeres decisions van ser enviar a l'exili al seu oncle en comptes de matar-lo, i fer buscar el seu germà gran Ngô Xương Ngập per compartir el tron amb ell. Quan Ngô Xương Ngập va arribar a la capital per ser coemperador va prendre el nom de "Thiên Sách Vương" (天策王).
- Ngô Xương Ngập (954-965): Després de la mort prematura de Ngô Xương Văn, el seu germà va passar a ser emperador en solitari. A mesura que avançava el regnat les rivalitat entre els diferents nobles locals augmentaven.
- Ngô Sứ Quân (965-968): A la mort de Ngô Xương Ngập, els nobles no van acceptar que el seu fill Ngô Sứ Quân el succeís. Les rivalitats van escalatar i dotze senyors de la guerra, entre ells l'hereu legítim Sứ Quân, van lluitar entre ells pel tron. Després de tres anys de combats, en un període conegut com l'Anarquia dels Dotze Senyors, Ngô Sứ Quân es va rendir i va deixar pas a la nova dinastia Đinh.